# Galeodes arabs
Galeodes arabs (лат.) — вид паукообразных семейства галеодид, родом из Северной Африки и Западной Азии.

## Подвиды
- Galeodes arabs arabs Koch, 1842
- Galeodes arabs syriacus Kraepelin, 1899

## Описание
Galeodes arabs — один из самых крупных видов сольпуг, достигающий в длину около 15 сантиметров. У них большие, мощные челюсти, достигающие одной трети длины тела. Эти быстро бегущие ночные хищные паукообразные могут достигать скорости около 16 км/ч. Они не ядовиты, но их укус болезнен.

## Питание
Они питаются насекомыми, мелкими грызунами и ящерицами. Используя свои хелицеры, они могут рубить и пилить плоть своей жертвы. Их челюсти приспособлены для того, чтобы срезать волосы и иглы с их добычи, а также разрезать кожу и тонкие кости маленьких птиц. Затем они используют пищеварительные соки, чтобы разжижить плоть своей жертвы, чтобы они могли всасывать ее в свои тела.

## Хищники
Некоторые из их хищников-большие щелевидные летучие мыши, скорпионы, жабы и другие насекомоядные или сольпуги. Они гелиофобны и ведут ночной образ жизни, чтобы избежать хищников, лучше охотиться и держаться подальше от жаркого солнца.